# Sant'Elena (isola)
Sant'Elena è un'isola situata nell'oceano Atlantico centro-meridionale, a 15°55' di latitudine sud e a 5°42' di longitudine ovest e a circa 1900 km dalla costa dell'Angola (Africa meridionale): costituisce un territorio britannico d'oltremare che comprende anche l'Isola di Ascensione e quelle di Tristan da Cunha ed ha avuto questo nome in onore di Sant'Elena di Costantinopoli.
Scoperta nel 1502 dal portoghese João da Nova Castella «il quale, proveniente dall'India, aveva doppiato il Capo di Buona Speranza», durante una spedizione a cui partecipò anche Amerigo Vespucci, a quel tempo l'isola era disabitata e a metà del XVII secolo passò per un breve periodo agli olandesi e poi definitivamente all'Inghilterra. È una delle più remote isole del mondo e per diversi secoli ebbe un'importanza strategica per le imbarcazioni che facevano rotta verso l'Europa dall'Asia e dal Sudafrica, oltre ad essere stata usata spesso dai britannici come luogo di esilio.
È celebre per essere stata luogo dell'ultimo esilio di Napoleone, dal 1815 fino alla morte, nel 1821. Longwood House, dove Napoleone risiedette, e Sane Valley, dove fu inizialmente sepolto, sono possedimenti del governo francese, ceduti dal Regno Unito nel 1858. Oltre a Napoleone Bonaparte, si ricordano tra gli altri Dinuzulu ka Cetshwayo (re degli Zulu) e più di 5 000 prigionieri boeri.

## Geografia

### Territorio
Estesa per 16 km di lunghezza e 12 km di larghezza massima, con una superficie di 122 km², l'isola è di origine vulcanica, costituita dalla parte emersa di un antico vulcano sottomarino, il cui cratere scende a picco sul mare da tre lati, mentre il quarto lato si trova pressoché all'altezza del livello del mare. La cima più alta è il Diana's Peak, alto 824 m, da cui scendono ripide verso il mare strette e profonde vallate. È un punto caldo posto sulla linea che divide la placca africana dalla placca americana: lungo questa linea il magma arriva in superficie e spinge le due placche che si allontanano.
Vi sono diverse rocce e isolotti fuori dal litorale, tra i quali: Castle Rock, Speery Island, The Needle, Lower Black Rock, Upper Black Rock (sud), Bird Island (sud-ovest), Black Rock, Thompson's Valley Island, Peaked Island, Egg Island, Lady's Chair, Lighter Rock (ovest), Long Ledge (nord-ovest), Shore Island, George Island, Rough Rock Island, Flat Rock (est), The Buoys, Sandy Bay Island, The Chimney, White Bird Island e Frightus Rock (sud-est), che sono tutte a meno di un chilometro dalla costa.

### Clima
Il clima è abbastanza complesso, risentendo della fredda corrente del Benguela, ma anche di altri fenomeni come il Benguela Niño e degli alisei (venti da Sud-Est). Le zone costiere sono più calde e meno piovose. A Jamestown la temperatura varia da 14 a 32 °C con una piovosità media annuale di 152 mm, mentre nelle zone collinari interne, come Longwood, si ha una temperatura da 8 a 26 °C e una piovosità media annuale di circa 1 m (1 000 mm).
Intorno ad essa è presente l'anticiclone di Sant'Elena che staziona in maniera semipermanente nell'Oceano Atlantico meridionale a sud dell'equatore e della zona di convergenza intertropicale, nei pressi del tropico del Capricorno e a nord del fronte polare meridionale. Nel 2019 l'isola è stata colpita da una grave siccità, che ha portato ad una notevole riduzione delle riserve d'acqua potabile.

## Ambiente

### Flora
La parte centrale di Sant'Elena è coperta dalla foresta, in parte impiantata, come previsto dal nuovo Progetto della Foresta del Millennio. È in questa zona che è presente la maggior parte della flora e della fauna dell'isola, mentre le zone costiere sono generalmente aride e coperte di rocce vulcaniche.
Al momento della sua scoperta, l'isola era coperta da una vegetazione indigena particolare, compresa l'interessante varietà locale dell'albero di cavolo (cabbage tree). Molte specie vegetali erano uniche. L'interno era coperto da una foresta tropicale, mentre probabilmente anche le aree costiere presentavano una loro vegetazione. L'aspetto odierno è molto diverso, con roccia nuda nelle aree più basse e vegetazione importata in quelle interne. Il drastico cambio di vegetazione è dovuto all'introduzione di capre, oltre a quella di nuovi tipi di piante. Questo ha portato all'estinzione dell'Acalypha rubrinervis (string tree o stringwood) e dell'olivo di Sant'Elena (Nesiota elliptica) mentre diverse altre sono in pericolo di estinzione.

### Fauna
La fauna, così come la flora, è piuttosto povera. Caratteristico dell'isola è un particolare uccello, il Charadrius sanctaehelenae.

## Storia

### Dal 1502 al 1658
L'isola fu scoperta il 21 maggio 1502 dal navigatore galiziano João da Nova che la battezzò col nome della santa venerata in quel giorno, cioè sant'Elena di Costantinopoli. João era partito dal Portogallo verso l'India nel 1501 e tra l'equipaggio vi era pure l'esploratore fiorentino Amerigo Vespucci. All'andata scoprì l'isola dell'Ascensione, mentre al ritorno quella di Sant'Elena. Qualcuno tuttavia ipotizza che l'isola sia stata scoperta solo il 30 luglio 1503 da uno squadrone sotto il comando di Estêvão da Gama.
Al momento della scoperta l'isola era disabitata, ma con abbondanza di alberi e acqua potabile. Vi vennero importati alberi da frutto, ortaggi e bestiame (principalmente capre), venne costruita una cappella e una o due case, lasciando sull'isola alcuni ammalati di scorbuto e altri disturbi, nella speranza che, una volta guariti, potessero tornare a casa con un'altra nave di passaggio. Essi non formarono comunque una popolazione residente. L'isola è poi diventata molto importante per il rifornimento di cibo ed acqua sulla rotta dall'Asia. A causa degli alisei, l'isola si trovava sulla rotta delle navi che provenivano dal Capo di Buona Speranza. Viceversa era molto meno frequentata da coloro che si recavano in Asia, dato che i venti da Nord spingevano le navi piuttosto verso il continente americano che verso l'isola.
Per quasi un secolo la posizione dell'isola venne mantenuta segreta, cosicché i primi residenti furono tutti di origine portoghese. Il primo abitatore stabile conosciuto dell'isola è stato Fernão Lopes, che in India venne giudicato traditore e in seguito mutilato per ordine di Albuquerque, Governatore di Goa. Lopes preferì essere abbandonato sull'isola deserta, piuttosto che tornare in Portogallo nelle sue condizioni, e visse a Sant'Elena dal 1516 circa. Per ordine reale, Lopes tornò in Portogallo intorno al 1526, viaggiando poi fino a Roma dove fu ricevuto da papa Clemente VII. Ritornò successivamente a Sant'Elena dove morì nel 1545.
Poco prima del 1557 due schiavi del Mozambico, uno di Giava e due donne scapparono da una nave e rimasero nascosti per molti anni sull'isola, abbastanza a lungo da aumentare il numero dei residenti fino a venti. João Bermudes, il patriarca dell'Abissinia, approdò a Sant'Elena nel 1557 durante un viaggio in Portogallo, rimanendovi per un anno. Anche tre ambasciatori giapponesi, mentre si recavano in ambasciata dal Papa, visitarono l'isola nel 1583.
Non vi sono prove che Sir Francis Drake individuasse l'isola durante la sua circumnavigazione del mondo (1577-1580). L'esistenza di Sant'Elena doveva comunque essere conosciuta dagli inglesi, anche prima di averla individuata. Per esempio l'avventuriero elisabettiano Edward Fenton aveva progettato nel 1582 di trovare e approdare sull'isola. Il primo inglese di cui si sappia che sia arrivato a Sant'Elena è comunque Thomas Cavendish nel 1588. Vi sostò 12 giorni durante il suo primo tentativo di circumnavigare il mondo. Egli descrisse la valle (inizialmente denominata Chapel Valley, dove ora si trova Jamestown) come "una valle meravigliosa".
Un altro marinaio inglese, il capitano Abraham Kendall, visitò Sant'Elena nel 1591 e sir James Lancaster vi si fermò nel 1593. Una volta che il segreto della sua posizione era stato rivelato, le navi da guerra inglesi cominciarono a stazionare nella zona per attaccare i mercantili portoghesi provenienti dall'India. Di conseguenza, nel 1592, Filippo II di Spagna e I del Portogallo (1527-1598) ordinò alla flotta che annualmente tornava da Goa di non toccare mai Sant'Elena. Anche gli olandesi cominciarono a frequentare l'isola durante i loro commerci con l'Estremo Oriente. Una delle loro prime visite avvenne nel 1598, quando una spedizione di due vascelli pilotati dall'esploratore inglese John Davis attaccò una grande caravella spagnola, ma venne sconfitto e fu costretto a ritirarsi sull'isola di Ascensione per le riparazioni necessarie. Il mercante italiano Francesco Carletti, che si trovava a bordo di una nave portoghese, venne derubato nel 1602 dei suoi beni di valore da marinai olandesi.
Portoghesi e spagnoli smisero ben presto di includere regolarmente nelle loro rotte l'isola, sia perché avevano basi di rifornimento lungo il litorale dell'Africa Occidentale, sia a causa degli attacchi ai loro trasporti, delle profanazioni delle loro chiese e immagini sacre, delle distruzioni del loro bestiame e delle piantagioni da parte dei marinai olandesi e inglesi. Nel 1603 Lancaster visitò di nuovo Sant'Elena al suo ritorno dal primo viaggio per conto della Compagnia britannica delle Indie orientali. Nel 1610, periodo nel quale le navi inglesi e olandesi visitavano l'isola più frequentemente, François Pyrard de Laval deplorò il deterioramento avvenuto dalla sua ultima visita del 1601, descrivendo il danneggiamento della cappella e la distruzione degli alberi da frutto eseguita per raccogliere la frutta più facilmente. Mentre Thomas Best, comandante della decima spedizione della Compagnia Inglese delle Indie Orientali, riportò abbondanti forniture di limoni nel 1614, solo 40 alberi di limone furono osservati da Peter Mundy nel 1634.
La Repubblica delle Sette Province Unite reclamò formalmente il possesso di Sant'Elena nel 1633, anche se non vi è prova che mai sia stata da loro occupata, colonizzata o fortificata. Una pietra territoriale olandese, non datata ma certamente successiva al 1633, attualmente è conservata nell'ufficio dell'archivio dell'isola. Dal 1651, gli olandesi avevano quasi completamente abbandonato l'isola in favore della loro colonia fondata presso il Capo di Buona Speranza.

### Dal 1658 ad oggi

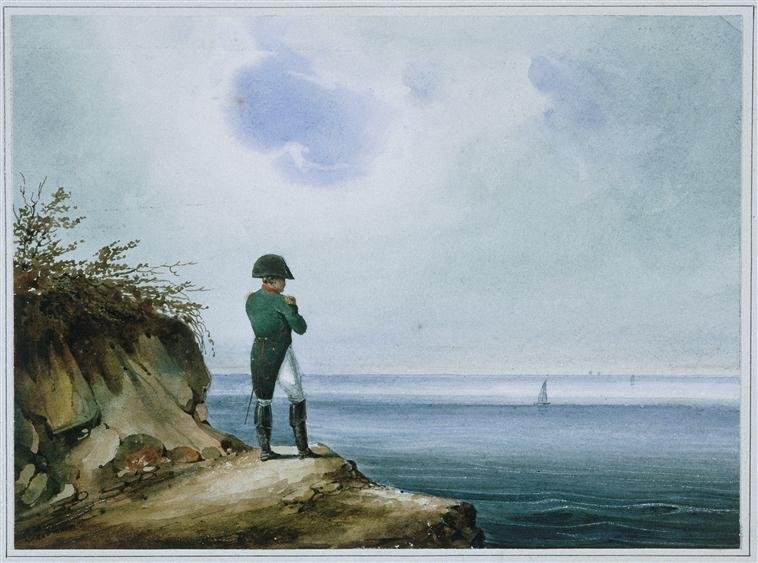
Napoleone ritratto a Sant'Elena

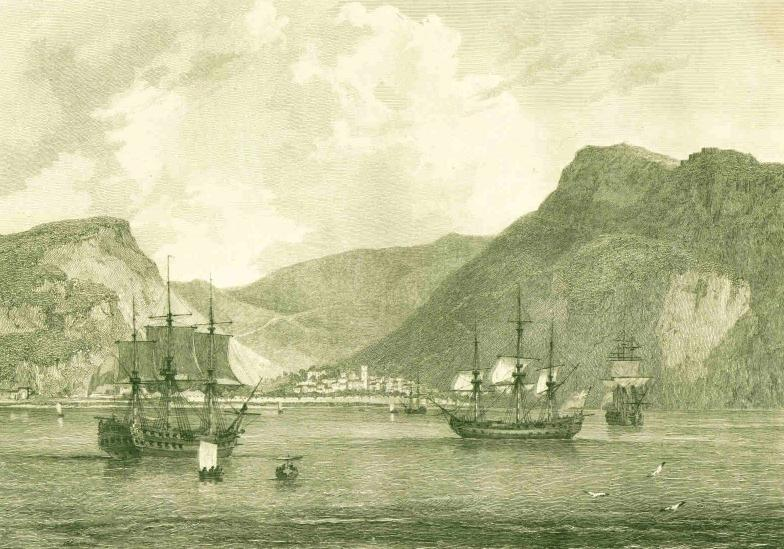
Town of St James, Island of St Helena, 1794

Dopo essere stata per breve tempo scalo della Compagnia olandese delle Indie orientali, nel 1659 l'isola fu occupata dalla Compagnia Inglese delle Indie Orientali, che vi inviò alcuni abitanti bianchi, con gli schiavi. Tra l'ottobre 1815 e il 5 maggio 1821 (giorno della morte), il villaggio interno di Longwood fu sede della prigionia di Napoleone Bonaparte, che fu ivi seppellito fino a quando la salma non venne riportata in Francia nel 1840.
Tutt'oggi Sant'Elena costituisce un territorio d'oltremare britannico, da cui dipendono anche le isole di Ascensione, Tristan da Cunha e Gough.

## Economia
L'agricoltura, laddove il suolo vulcanico lo permette, è la base dell'economia dell'isola. Coltivazione principale è quella delle patate. Discreto è l'allevamento di bestiame: bovini, ovini, caprini e animali da cortile. Buoni sono anche i risultati della pesca nelle acque che circondano l'isola.
Importante a livello locale è anche la produzione di lino e ortaggi.
In passato era importante l'esportazione di fibra di phormium, attorno alla quale si era anche sviluppata una piccola industria locale.
Nel 2017, con l'apertura dell'aeroporto, si sono aperte nuove possibilità di sviluppo turistico, con l'inaugurazione di un hotel di lusso con 30 posti letto.
Nel 2019 il neo insediato Governatore Philip Rushbrook ha approvato un nuovo piano di investimenti per lo sviluppo economico, finanziato dal Regno Unito.

## Città principali

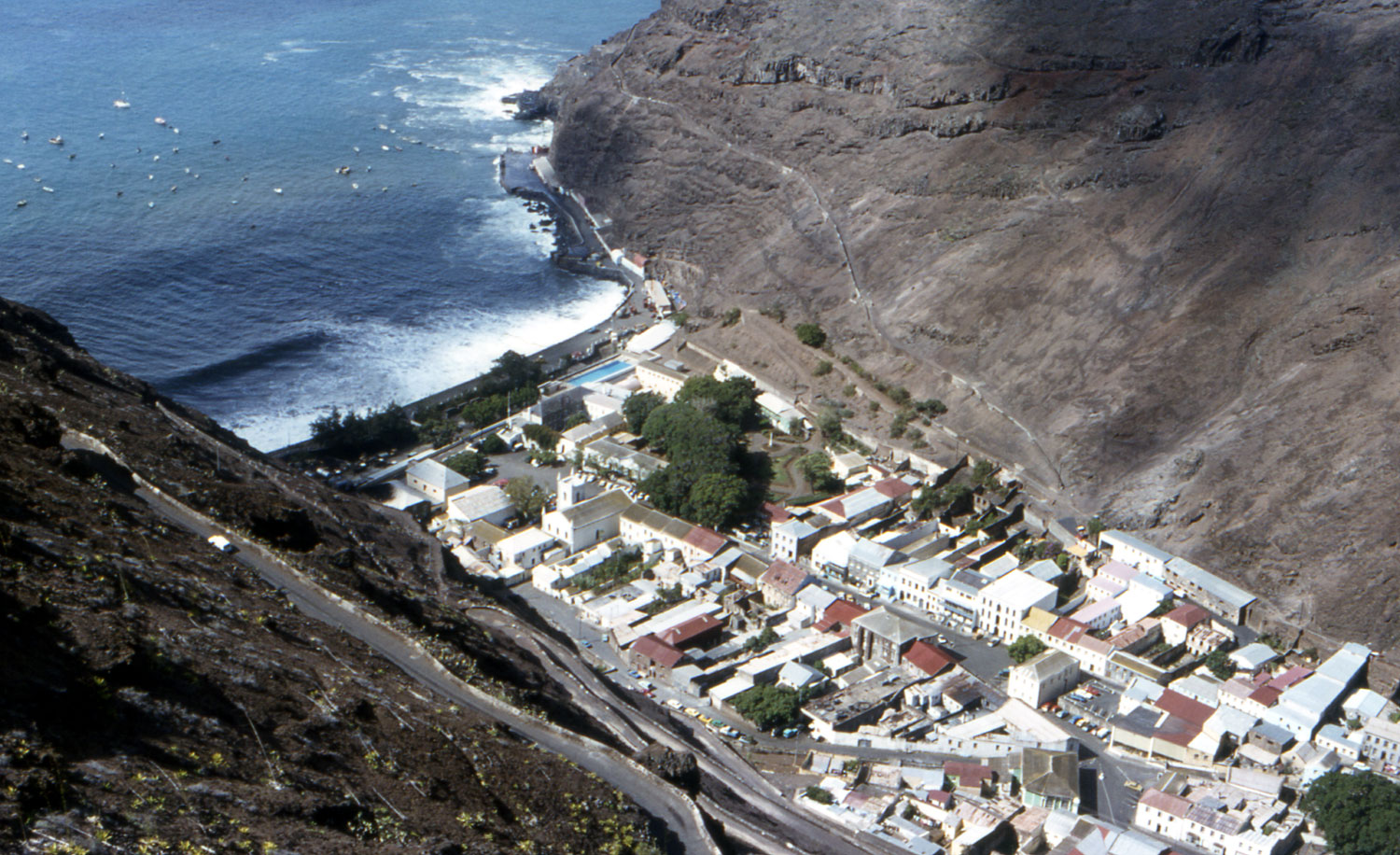
Jamestown

Capoluogo dell'isola è Jamestown, situata sulla costa, al piede di una delle strette valli, in una baia ben riparata, dotata dell'unico porto. Altro villaggio famoso è quello di Longwood, su un piccolo altopiano, a circa 500 m sul livello del mare, dove venne tenuto prigioniero Napoleone Bonaparte.

## Distretti
A scopo statistico ed elettorale, l'isola è suddivisa in 8 distretti:
- Alarm Forest
- Blue Hill
- Half Tree Hollow
- Jamestown
- Levelwood
- Longwood
- Sandy Bay
- Saint Paul's

## Trasporti

Localizzazione dell'aeroporto sull'isola

Sant'Elena e le sue dipendenze sono stati a lungo uno dei posti più isolati al mondo. Benché vi fosse un aerodromo sull'isola di Ascensione, con voli settimanali per Londra, Sant'Elena e Tristan da Cunha potevano essere raggiunte solamente via nave. La RMS Saint Helena ha effettuato il servizio tra le isole e Città del Capo fino a febbraio 2018.
Non esistendo un porto vero e proprio i passeggeri sono trasbordati da barche che li portano fino a terra, mentre le navi restano all'ancora.
Nel marzo 2005 il Governo britannico ha annunciato il progetto di costruzione di un aeroporto a Sant'Elena, che è stato completato nel 2016. Tuttavia i collegamenti sono resi difficili dal wind shear (raffiche di vento con cambiamenti improvvisi e imprevedibili di velocità e direzione) che impazza sui dintorni della pista e rende difficili gli atterraggi. Più volte rimandata, l'inaugurazione definitiva è infine avvenuta nell'ottobre 2017, con l'arrivo del primo volo commerciale; prima della pandemia di Covid-19, allo scalo arrivava e partiva, ogni sabato, un volo della Airlink proveniente da Johannesburg, ed era inoltre attivo un collegamento aereo mensile con Ascensione.
Per i trasporti a terra, esiste un servizio di autobus, circolano alcuni taxi privati e vi è la possibilità di noleggiare un piccolo numero di automobili.

## Religioni
Gran parte della popolazione, in totale sotto i 5 000 abitanti, è di religione cristiana, nello specifico anglicana e cattolica.. Sono presenti tre congregazioni dei Testimoni di Geova con 117 proclamatori.

## Monumenti e luoghi d'interesse
- Il Museo di Sant'Elena.[18]
- La casa dove visse in esilio Napoleone.[19]